# Mândra (Brașov)
Mândra, alte Schreibweise Mîndra [ˈmɨndra] (deutsch Kladendorf, ungarisch Mundra oder Mondra), ist eine Gemeinde im Kreis Brașov in der Region Siebenbürgen in Rumänien.

## Geographische Lage

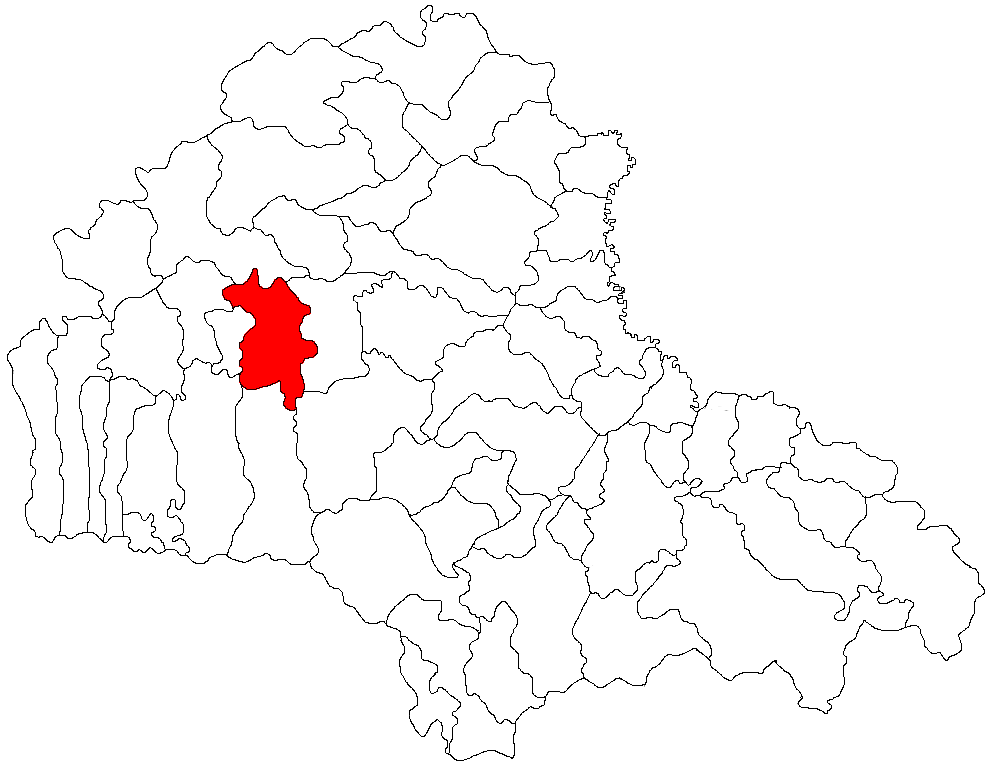
Lage der Gemeinde Mândra im Kreis Brașov

Die Gemeinde Mândra liegt südöstlich des Siebenbürgischen Beckens in den Nordausläufern der Fogarascher Berge (Munții Făgăraș). An der Mündung des gleichnamigen Baches in den Olt (Alt), an der Bahnstrecke Brașov–Făgăraș und an der Europastraße 68 liegt der Ort Mândra sieben Kilometer östlich von der Stadt Făgăraș (Fogarasch). Die Kreishauptstadt Brașov (Kronstadt) befindet sich etwa 60 Kilometer südöstlich von Mândra entfernt.

## Geschichte
Der Ort Mândra wurde 1400 erstmals urkundlich erwähnt. Archäologische Funde auf dem Areal der Gemeinde, etwa 8 Kilometer südlich des eingemeindeten Ortes Șona (Schönen) auf dem Berg von den Einheimischen pe Cetate (auf der Burg) genannt, deuten nach Angaben von Kurt Horedt und M. Roska auf eine Besiedlung bis in die Latènezeit zurück. Zahlreiche archäologische Funde, die in die Hallstattzeit deuten, wurden ebenfalls auf dem Areal des eingemeindeten Dorfes Șona gemacht.
Im Königreich Ungarn lag die heutige Gemeinde zum Teil im Stuhlbezirk Fogaras (heute Făgăraș) und zum Teil im Stuhlbezirk Sárkány (heute Șercaia), beide im historischen Komitat Fogaras. Anschließend gehörten die Orte der Gemeinde dem Verwaltungsgebiet des Kreises Făgăraș und ab 1950 dem heutigen Kreis Brașov an.
Von den etwa 1280 Anwesen der Gemeinde verfügt keins über eine Trinkwasserversorgung und Abwasserkanalisation. Etwa 600 davon sind an das Erdgasnetz angeschlossen.
Bei den Parlamentswahlen 2012 war Bürgermeister Șerban Mitglied der sozial-liberalen Partei USL, später wechselte er zur sozialdemokratischen Partei PSD.

## Bevölkerung
Bei der Volkszählung 1850 wurden in der Gemeinde Mândra 4197 Menschen gezählt. In der von überwiegend rumänischer Bevölkerung lebenden Gemeinde, wurde die höchste Einwohnerzahl (4909) und auch gleichzeitig die der Rumänen (4735) und die der Rumäniendeutschen (21) 1956 registriert. Die höchste Einwohnerzahl der Roma (179) und die der Magyaren (46) wurden 1930 ermittelt. Des Weiteren bekannte sich 1966 einer als Slowake. 2011 lebten in der Gemeinde 2762 Menschen. 2537 waren Rumänen, 62 Roma, 25 waren Magyaren, ein oder zwei Rumäniendeutsche und restliche machten keine Angaben zu ihrer Volkszugehörigkeit.

## Sehenswürdigkeiten
- Im Gemeindezentrum die rumänisch-orthodoxe Kirche Înălțarea Domnului,[9] 1779 errichtet, steht unter Denkmalschutz.[10]
- Im eingemeindeten Dorf Râușor die Kirchen Sf. Cuvioasa Paraschiva (de Jos)[11] zwischen 1782 und 1793 errichtet und die Sf. Cuvioasa Paraschiva (de Sus)[12] 1698 errichtet, stehen beide unter Denkmalschutz.[10]
- Im eingemeindeten Dorf Șona die Kirche Adormirea Maicii Domnului[13] etwa  1706 errichtet, steht unter Denkmalschutz.[10]